# Вади слуху
Вади слуху — повна або часткова нездатність чути.
Полягає у неправильній передачі або сприйнятті органом слуху звуків. Звукові хвилі розрізняються за частотою та амплітудою . Втрата здатності виявляти деякі (або всі) частоти або нездатність розрізняти звуки з низькою амплітудою називають порушенням слуху.
Викликається широким спектром біологічних та екологічних факторів. Причинами можуть бути захворювання внутрішнього вуха та слухового нерва, запалення середнього вуха або деякі інфекційні хвороби – менінгіт, грип та інші; іноді - травма або тривалий вплив сильного шуму та вібрацій, буває оборотне зниження слуху через сірчану пробку.
Часткова глухота полягає у втраті здатності чути деякі частоти або розрізняти звуки з низькою амплітудою. Повна глухота — цілковита втрата слуху або таке його пониження, при якому неможливе розбірливе сприйняття мови. Крім того, глухота буває вроджена або набута.

## Епідеміологія

Роки життя, скориговані за непрацездатністю через вади слуху на 100 000 мешканців у 2002 році
відсутні дані
менше 150
150–200
200–250
250–300
300–350
350–400
400–450
450–500
500–550
550–600
600–650
більше 650

За даними Всесвітньої організації охорони здоров'я, 2005 року близько 278 мільйонів осіб у світі мали помірні або важкі порушення слуху. 80 % з них мешкають у країнах з низьким і середнім рівнем доходу. Належним чином підібрані слухові апарати можуть покращити спілкування, щонайменше для 90 % людей з порушеннями слуху, однак у країнах, що розвиваються, слуховий апарат має менше 1 людини з 40, що потребують його.
Водночас в економічно розвинених країнах світу, в тому числі США і країнах Західної Європи, 7-9 % населення потерпає через зниження слуху, зокрема на глухоту — від 0,1 до 0,4 % новонароджених дітей та близько 1 % дорослих. До 2020 року кількість людей з порушенням слуху, за тими ж даними ВООЗ, збільшиться на 30 %.
Станом на 1 січня 2008 року в Україні налічується близько 300 тисяч дітей і 1 млн дорослих з порушенням слуху, які потребують слухопротезування, в тому числі з глухотою — 11 тис. дітей та 100 тис. дорослих. Проте офіційно на обліку для забезпечення слуховими апаратами пільгових категорій населення України нараховується 34 091 дорослих (в тому числі 2296 учасників та інвалідів війни) та 9982 дитини, кохлеарної імплантації — 540 дітей та 90 дорослих.
Близько 466 мільйонів людей у всьому світі втратили слух, і 34 мільйони з них — це діти. За оцінками, до 2050 року понад 900 мільйонів людей матимуть втрату слуху.
Зниження слуху може бути наслідком генетичних причин, ускладнень при народженні, певних інфекційних захворювань, хронічних інфекцій вуха, вживання певних препаратів, впливу надмірного шуму та старіння. 60 % втрати слуху в дитячому віці зумовлено причинами, яких можна запобігти.
1,1 млрд молодих людей (у віці від 12 до 35 років) загрожують втратою слуху через вплив шуму в рекреаційних умовах.
Поточні оцінки ВООЗ свідчать про те, що потреба та використання слухового апарату становить 83 %, тобто лише 17 % тих, хто може отримати користь від використання слухового апарату, фактично користуються ним. Приблизно третина людей старше 65 років потерпає через втрату слуху. Поширеність у цій віковій групі найбільша в Південній Азії, Азіатсько-Тихоокеанському регіоні та на південь від Сахари.

## Причини розвитку вад слуху
Порушення слуху викликаються широким спектром біологічних та екологічних чинників. За даними Всесвітньої організації охорони здоров'я, основні поширені причини розвитку порушень слуху в країнах з низьким і середнім доходом, які можна відвернути, — інфекції середнього вуха, надмірний шум, неналежне використання деяких медикаментів, ускладнення та інфекції під час пологів тощо.
Повна ж глухота може бути вродженою або набутою. Вроджена глухота у людини часто спричиняє невміння розмовляти (глухонімота). Набута глухота виникає переважно як наслідок захворювання внутрішнього вуха і слухового нерва, запалення середнього вуха (див. гострий середній отит), деяких системних інфекційних хвороб (наприклад, менінгіту, грипу, кору, епідемічного паротиту), травми або тривалої дії сильного шуму і вібрацій, отруєння, отосклерозу, а також старіння слухових клітин і нейронів. Доведено, що у людини частота виникнення набутих вад слуху зростає з віком: у новонароджених зустрічається у 2-3 %, до 18 року життя — 5 %, 19-44 роки життя — 4,5-5 %, 45-64 роки життя — 14 %, 65-74 роки життя — 23 %, понад 75 років — 35 %.

## Класифікація вад слуху
Існує два типи порушень слуху, відповідно до ураженої частини вуха — кондуктивні й нейросенсорні. Кондуктивні порушення слуху — проблеми зовнішнього чи середнього вуха. Кондуктивні порушення обумовлені зміною рухливості барабанної перетинки та ланцюга слухових кісточок, найчастіше внаслідок гострого та хронічного середнього отиту (перфорація барабанної перетинки, рубці в барабанній порожнині), отосклерозу, порушення функції слухової (євстахієвої) труби, аденоїдів тощо. У багатьох випадках їх можна лікувати медикаментозно або хірургічним шляхом, поширений приклад — хронічна інфекція середнього вуха.
Нейросенсорні порушення слуху пов'язані з проблемами внутрішнього вуха або, в деяких випадках, слухового нерва. Як правило, це необоротні порушення, які вимагають спеціальних заходів реабілітації хворих, зокрема використання слухових апаратів. Нейросенсорні порушення слуху зазвичай викликаються надмірним шумом, старінням та інфекційними хворобами, такими як менінгіт, кір, епідемічний паротит і краснуха. Безпосередніми причинами нейросенсорних порушень слуху стають побічні дії антибіотиків аміноглікозидного ряду (неоміцину, канаміцину та інших), стрептоміцину і ряду сечогінних препаратів, особливо у поєднанні з антибіотиками (зниження слуху можуть викликати препарати саліцилової кислоти, але, як правило, слух відновлюється повністю після їх відміни), вплив промислового, побутового і транспортного шуму, спадкова патологія, вікові атрофічні зміни в периферичних і центральних відділах слухового аналізатора.

## Діагностика вад слуху
Діагностика порушень слуху у дорослих ґрунтується на скаргах та підтверджується при аудіометрії. При цьому найважливішим показником є гострота слуху — мінімальна інтенсивність звуку, яку здатне сприймати людське вухо, її позначають терміном «поріг чутності». Сучасну аудіометрію проводять за допомогою спеціальних приладів — аудіометрів, вони дозволяють з великим ступенем точності визначити відсутність або наявність залишків слуху.
Значні труднощі виникають при розпізнаванні часткової глухоти у дітей раннього віку, тому що застосування звичайних методів дослідження — аудіометрії — слуху не досягає мети. Однак наявна на сьогоднішній день апаратура для реєстрації отоакустичної емісії (ОАЕ) або слухової реакції стовбура головного мозку (ABR) дозволяє провести дослідження слуху у немовлят вже через 3 години після народження. Позитивна відповідь при реєстрації ОАЕ свідчить про наявність у немовляти соціального слуху.
Проведення ехоскринінгу новонароджених з подальшим відповідним обстеженням глухих та слабочуючих дітей і забезпечення після слухопротезування або кохлеарної імплантації та адекватної ранньої (з 3—6-місячного віку) медичної реабілітації дозволяє у переважній більшості випадків досягти позитивних наслідків, а саме: ці діти у майбутньому зможуть навчатись у загальноосвітніх школах, вищому навчальному закладі та матимуть можливість повною мірою інтегруватися в суспільство. На сучасному етапі обов'язковий ехоскринінг всіх новонароджених запроваджений в країнах Євросоюзу, США та Канаді.

## Профілактика глухоти

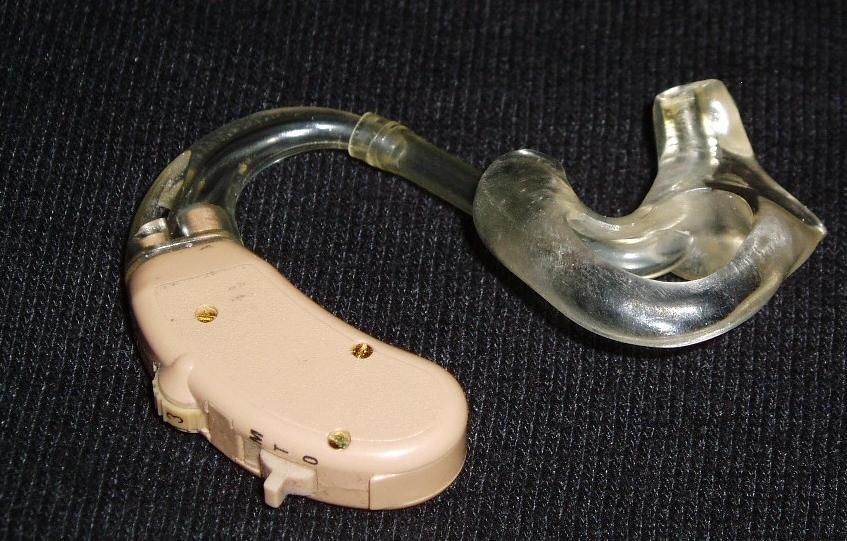
Слуховий апарат

За даними Всесвітньої організації охорони здоров'я, чверть усіх порушень слуху починається в дитинстві, при цьому щонайменше половину всіх порушень слуху можна запобігти завдяки профілактиці, ранньому діагностуванню та фаховому лікуванню. Надзвичайно важлива профілактика порушень слуху у новонароджених та дітей раннього віку, оскільки в цей час формуються мовленнєві навички дитини.
Профілактика кондуктивних порушень слуху і глухоти
- рання діагностика та наступне належне медикаментозне лікування або хірургічне втручання;
- у новонароджених і дітей раннього віку основну роль у профілактиці порушень слуху відіграють імунізація проти таких хвороб, як кір, менінгіт, краснуха та епідемічний паротит[11];
- забезпечення широкого кола наявних і доступних за вартістю, підібраних належним чином слухових апаратів.

Профілактика нейросенсорних порушень слуху і глухоти
- імунізація дітей проти таких хвороб, як кір, менінгіт, краснуха та епідемічний паротит;
- імунізація жінок репродуктивного віку проти краснухи до настання вагітності;
- обстеження вагітних жінок на сифіліс та деякі інші інфекції, їх лікування;
- поліпшення медичної допомоги в допологовому, пологовому і післяпологовому періодах;
- застосування ототоксичних лікарських засобів тільки за призначенням кваліфікованими медиками і при належному контролі правильного дозування;
- особливий нагляд за новонародженими з жовтяницею, належне лікування захворювання;
- зменшення впливу (як на робочому місці, так і вдома) гучного шуму.

## Реабілітація дітей з вадами слуху
У процесі медичної реабілітації використовуються індивідуальні та групові заняття, хорова декламація з музичним супроводом. Надалі проводяться мовні заняття за допомогою підсилювачів і слухових апаратів. Така робота проводиться у спеціальних дитячих садочках для слабочуючих дітей, починаючи з 2—3-річного віку.
Так, в Україні у дошкільні навчальні заклади для дітей з порушеннями слуху зараховуються діти віком від 2 років глухі та зі зниженим слухом (середня втрата слуху в мовному діапазоні від 30 до 80 децибел) при збереженому інтелекті. Для глухих дітей і для дітей зі зниженим слухом створюються окремі групи. Комплектування груп, як правило, здійснюється за віком дітей з урахуванням їх мовленнєвого розвитку. Дитина зі значними залишками слуху (без сформованого мовлення) у перший рік перебування у дошкільному навчальному закладі може відвідувати групу для глухих дітей з обов'язковою організацією з нею індивідуальної корекційно-відновлювальної роботи. Після цього психолого-медико-педагогічна консультація визначає можливість переведення її в групу для дітей зі зниженим слухом. Дитина, яка внаслідок часткової втрати слуху має порушення мовлення, часткове або повністю збережене мовлення при втраті слуху, зараховується до дошкільного навчального закладу (групи) для дітей зі зниженим слухом.

## Соціальні наслідки
Захворювання, які призводять до зниження чи втрати слуху, є однією із найсерйозніших медичних та соціальних проблем. Оскільки слуховий аналізатор є одним з найінформативніших щодо навколишнього світу, поряд із зоровим аналізатором, зниження слухової функції, не кажучи про її втрату, значно погіршує якість життя, порушуючи становище людини в суспільстві, обмежує її у виборі фаху, а нерідко призводить до виключення із соціуму.
Порушення слуху у дітей можуть затримувати розвиток мови і пізнавальних навичок, що може перешкоджати успішному навчанню в школі. У дорослих людей порушення слуху часто перешкоджають отриманню роботи, її виконанню та зрештою утриманню на робочому місці. Водночас вартість спеціальної освіти та втраченої через порушення слуху роботи може створювати тягар для економіки країн.

## Цифрові сервіси для людей з порушенням слуху в Україні
Серед сервісів та мобільних застосунків варто відзначити:
- Перекладач ЖМ[13] — персональний мобільний застосунок. У його функції входить: 
  - доступ до перекладачів жестової мови (центр соціального супроводу нечуючих та слабочуючих людей)
  - безплатний цілодобовий безголосовий виклик екстрених служб
  - телефонні дзвінки за допомогою перекладача
  - адаптування текстового контенту на жестову мову (користувач надсилає фото документу, а у відповідь отримує відео з роз'ясненням змісту жестовою мовою).

- BeWarned[14] — застосунок на App Store. У його функції входить:
  - Sound Monitor — визначає небезпечні звуки та попереджає користувача вібрацією і спалахами камери на смартфоні.
  - Connect — перетворює текст у мову і навпаки (актуально для людей з порушенням слуху, які не володіють жестовою мовою).
  - Dance — трансформує музичні треки у вібрацію та світлові сигнали.
  - Emergency Call — виклик допомоги у небезпечній ситуації (окремий застосунок, який створювався на замовлення США). В Україні подібна опція інтегрована в застосунок Connect Me (Перекладач ЖМ).

У співпраці з громадською організацією ГО Громадський рух «Соціальна єдність» деякі державні заклади та установи активно адаптуються під потреби українців з порушенням слуху. Найяскравішим прикладом в Україні став досвід міста Харкова, де за підтримки міської ради більш ніж в ста державних закладах Харкова, при обслуговування нечуючих, користуються програмним забезпеченням Connect Pro та Connect Web. Моніторингова місія ООН з прав людини в Україні у своїй інформаційній записці щодо впливу COVID-19 на людей з інвалідністю в Україні, високо оцінила та взяла за приклад спільну діяльність міської ради Харкова «Соціальна єдність» щодо впровадження у медичних закладах засобів для комунікації з нечуючими людьми.
У рамках реалізації Національної стратегії зі створення безбар'єрного простору в Україні, що ініційована Оленою Зеленською, сучасні цифрові сервіси впроваджуються і на рівні міністерств. Зокрема, Міністерством соціальної політики України запущено «гарячу лінію» для людей з інвалідністю 1539, адаптовану під потреби нечуючих завдяки вебвіджету Connect Web. Цей віджет доступний і на сайтах Міністерства внутрішніх справ, закордонних справ, охорони здоров'я України.
Досвід ГО «Соціальна єдність» включено до Національної стратегії зі створення безбар'єрного простору в Україні. Голова ГО Євген Охріменко та секретар ГО Антон Гулідін увійшли до складу дорадчих органів з розробки та впровадження стратегії безбар'єрності. Завдяки реалізації цих проєктів до активного суспільного життя буде залучено значний сегмент осіб працездатного віку. Це також сприятиме тому, що соціально переформатовуватиметься та стане доступнішою система надання послуг в Україні завдяки сучасним цифровим сервісам, які створюються та впроваджуються.